# Leo Vendrame
Leo Vendrame (ベンドラメ礼生?, Vendrame Leo; Chikushino, 14 novembre 1993) è un cestista giapponese, nato da padre brasiliano e da madre giapponese.

## Carriera
Con il Giappone ha disputato i Giochi olimpici di Tokyo 2020.